# Православие в Республике Южная Осетия
Правосла́вие в Ю́жной Осе́тии — христианская конфессия на территории частично признанной Республики Южная Осетия.
В Конституции Южной Осетии закреплено положение, по которому «православие является основой мировоззрения осетинского народа». В 2003 году было подписано соглашение (Конкордат) между Аланской епархией и Республикой Южная Осетия, под которым стоят подписи епископа Георгия (Пухатэ) и президента Эдуарда Кокойты.

## История
С 1943 года территория республики номинально входит в состав Никозской и Цхинвальской епархии Грузинской православной церкви, однако, в результате грузинско-южноосетинского конфликта (с 1989 года) Грузинский патриархат утратил возможность архипастырского окормления Южноосетинской епархии и реальные позиции грузинского духовенства в республике крайне слабы, что обусловлено резким неприятием южноосетинскими властями всего, что ассоциируется с Грузией.

## ИПЦ Греции (Синод Хризостома)
Священство южноосетинской епархии, ставшей жертвой межнационального конфликта, вынужденно было обратилось в одну из греческих старостильных юрисдикций — «Синод противостоящих», признающий таинства поместных Православных церквей. В результате осетинский священник Георгий (Пухатэ) был рукоположен во епископа. В 2005 году была образована Аланская епархия, входившая изначально в юрисдикцию «Синода противостоящих», а в 2014 году, вместе с последним, вошедшая в Хризостомовский синод.

## Московский патриархат
24 октября 2011 года на территории погрануправления ФСБ России в Цхинвале протоиерей Свято-Георгиевского собора Владикавказа Тимофей Остаев и помощник командира 4-й армии Минобороны РФ по работе с верующими военнослужащими иерей Андрей Зюзя совершили чин закладки часовни во имя святого князя Александра Невского.
В апреле 2016 году началось строительство храма Русской Православной Церкви в центре Цхинвала. Президент Южной Осетии Леонид Тибилов сообщил, что в своё время сам выбрал место для его строительства. Этот храм для православных граждан Осетии — совместный проект Фонда возрождения православия и Фонда Андрея Первозванного.